# たかなみ型護衛艦
たかなみ型護衛艦（たかなみがたごえいかん、英語: Takanami-class destroyer）は、海上自衛隊の護衛艦の艦級。汎用護衛艦（DD）の第2世代の小改正型として、08・13中期防に基づき、平成10年度から平成13年度にかけて5隻が建造された。ネームシップの建造単価は644億円であった。
原型にあたるむらさめ型（03〜09DD）および発展型にあたるあきづき型（19〜21DD）、あさひ型（25、26DD）とともに、護衛隊群の基準構成艦となっている。

## 来歴
海上自衛隊では、第1世代の汎用護衛艦（DD）として昭和52年度計画より2,900トン型（はつゆき型; 52DD）を、また昭和58年度計画からは改良型の3,500トン型（あさぎり型; 58DD）を配備し、昭和61年度計画までに計20隻を建造した。続いて平成3年度より、第2世代DDとして4,400トン型（むらさめ型; 03DD）の建造が開始された。これは、基本的な能力は第1世代DDと同様であるが、当初よりパッシブ対潜戦能力に対応するとともに、ステルス性に配慮した設計やミサイルの垂直発射化などの新機軸を導入していた。
同型はおおむね用兵者の要求を満足した艦となったものの、2機種のVLSを併載していることによる非合理性の是正、また艦砲射撃能力向上の要請に応じて、08中期防の途中で、03DDの最小限の不備補正を講じた発展型に移行することになった。これに応じて開発されたのが本型である。

## 設計
船体線図と機関部の構成はむらさめ型（03DD）から変更されておらず、遮浪甲板型の船型と、艦尾の「ミニオランダ坂」様の造作も同様である。ただし主砲の換装に伴い、弾庫の造作も変更されたことから、弾庫と装薬庫の分離が図られた。また主船体の主横隔壁に変更はないが、前部VLSの所要容積増加などに伴って、かなりの区画変更がなされている。計画番号はF121。
艤装面で最大の差異が海曹士の居住区で、03DDでは12名程度の小部屋に区分されていた科員寝室は、ダメージコントロールの観点から、30名程度の大部屋に変更された。一方、先任海曹（CPO）の居住区はグレードアップが図られている。また航空要員の居住区は、03DDでは主船体内に配置されていたのに対してMk.48 VLSの撤去跡に移動され、搭乗員待機室と航空事務室も設けられた。海上自衛隊艦艇共通設計として、士官室天井には手術灯が設置されており、非常時には救護室として使用できるようになっている。
03DDでは2基であったデッキクレーンは1基に統合された。クレーン長は3メートル延長されて12メートルとなっている。搭載艇は03DDと同じく内火艇2隻と複合型作業艇1隻であるが、複合型作業艇の搭載位置は第1煙突直後に変更された。なお03DDでステルス性を損なっていると評された大型のラティスマストを2本に分散して小型化する案も検討されたが、これは実現しなかった。
03DDと比して、排水量にして100トン程度の大型化となっているが、この程度では艦の運動性能にはほとんど影響を与えないことから、機関区画の配置も含めて、主機関には変更はない。また発電機も同機種・同構成となっている。

## 装備

### C4ISTAR
戦術情報処理装置については、最初の3隻（10・11DD）ではOYQ-9Cが搭載されていた。これは03DDで搭載されていたOYQ-9/9Bとほぼ同構成で、AN/UYK-43電子計算機とAN/UYQ-21（OJ-663）ワークステーションから構成されていた。その後、4番艦（12DD）では、電子計算機とワークステーションをともにAN/UYQ-70に更新したOYQ-9Dに発展した。また戦術データ・リンクとしては、OYQ-9C/Dでは従来通りのリンク 11が用いられていたが、5番艦（13DD）のOYQ-9Eではリンク 16にも対応した。なお戦闘指揮所には、大画面液晶ディスプレイ（LCD）2面による情報表示プロジェクタが設置されているほか、新造時よりMOFシステムの洋上端末（C2T）を備えている。C2Tの画面はCICと艦橋におかれている。
センサー面では03DDの構成が踏襲されている。レーダーについては、1番艦～4番艦までは長距離捜索用としては3次元式のOPS-24B、対水上捜索用（低空警戒兼用）としてはOPS-28Dと、いずれも03DDと同機種であったが、5番艦では長距離捜索用をOPS-24Bからアクティブ素子を増加させ性能向上を図ったOPS-24Cに更新している。またソナーも、艦首装備式のOQS-5-1、曳航式のOQR-2と、03DDに準じた構成となっている。なお艦首装備ソナーについては、開発中であったOQS-XX（後のOQQ-21）が実用化され次第後日装備する案もあったが、重量容積面の負担が大きいことと形態管理上の観点から見送られた。

### 武器システム
外見上もっとも目立つ変更点が主砲の変更で、第1世代DD以来踏襲されてきた62口径76ミリ速射砲（76mmコンパット砲）を離れて、54口径127ミリ速射砲（127mmコンパット砲）が搭載された。これはその名の通り、76mmコンパット砲のスケールアップ・モデルとして、同じくオート・メラーラ社で開発されたものであり、海上自衛隊ではこんごう型（63DDG）で装備化された。これは対空射撃の威力強化と工作船事案などの多様な事態対処能力の向上、対地・対水上射撃の火力強化の要請に応じたものであった。同系列の砲とはいえ、砲塔重量は5倍強に増加し、また76mm砲弾が固定弾薬包（砲弾と装薬が一体）であったのに対して、127mm砲弾は半固定弾薬包（砲弾と装薬が分離）となったことから、主砲弾薬庫は弾庫と装薬庫に分割されるなど、関連区画は大きく変更されている。
またVLSの統合化も、艦内設計に大きな変更を必要とした。03DDでは、艦首甲板に埋め込むかたちで垂直発射型アスロック（VLA）用のMk.41（16セル）を、また第2煙突直前の甲板上にシースパロー用のMk.48（16セル）を設置していたのに対して、本型では、Mk.41を両者兼用として、32セルに増やしている。ただし艦内区画の関係上、主船体内に完全に収容することができずに、1甲板分装備位置を上げることとなった。なお、ここから運用される個艦防空ミサイル（短SAM）としては、従来はRIM-7M(PIP)シースパローが用いられていたが、平成26・27年度予算において、「たかなみ型護衛艦の短SAMシステムの能力向上」として、ESSM（発展型シースパロー）運用能力の付与が決定され、以後順次改装された。
短SAMと主砲を管制する射撃指揮装置（FCS）としては、03DDの機種に小改正を加えたFCS-2-31Bが搭載された。03DDと同様に同一機種2基搭載としており、同時2目標対処を可能としている。なお、同時多目標対処可能な新型機であるFCS-3が、早ければ平成12年度前後にも制式化される見通しであったことから、本型の後期建造艦でこれを搭載する案もあったが、形態管理上の観点から見送られた。
近接防空用については、高性能20mm機関砲2基を搭載している点もむらさめ型と同様であるが、1～3番艦についてはBlock1Aを、4・5番艦については光学センサーを追加し水上射撃に対応したBlock1Bを装備した。現在は全艦Block1B Baseline2に改修されている。
また、ソマリア沖海賊の対策部隊派遣などで近距離の小型水上目標に対応することを想定して、艦橋側面のチャフ甲板および格納庫上の両舷に12.7mm重機関銃M2の銃座を合わせて4つ設置しているほか、艦橋前面及びチャフ甲板には防弾板が装着されている。
艦対艦ミサイルは、03DDと同じく90式艦対艦誘導弾（SSM-1B）を4連装発射筒2基に収容して搭載しているが、装備位置は、03DDでは前部上構の後端であったのに対し、本型では後部上構の前端に変更されている。これにより、ミサイル発射時のデッキクレーンとの干渉が解消され、ブラストガードが不要となった。
対潜兵器としては、上記のVLAのほかに、324mm3連装短魚雷発射管（水上発射管HOS-302）を艦中部両舷に装備しているが、これは03DDと同様の要領である。一方、魚雷対策用の曳航式デコイについては、国産の曳航具4型に変更された。
電子戦装備は03DDと同様で、電子攻撃と電子戦支援を兼用できるNOLQ-3電波探知妨害装置を搭載しているほか、デコイ発射機としては、Mk.137 6連装チャフ・フレア発射機を艦橋構造中段の両舷に2基ずつ設置している。

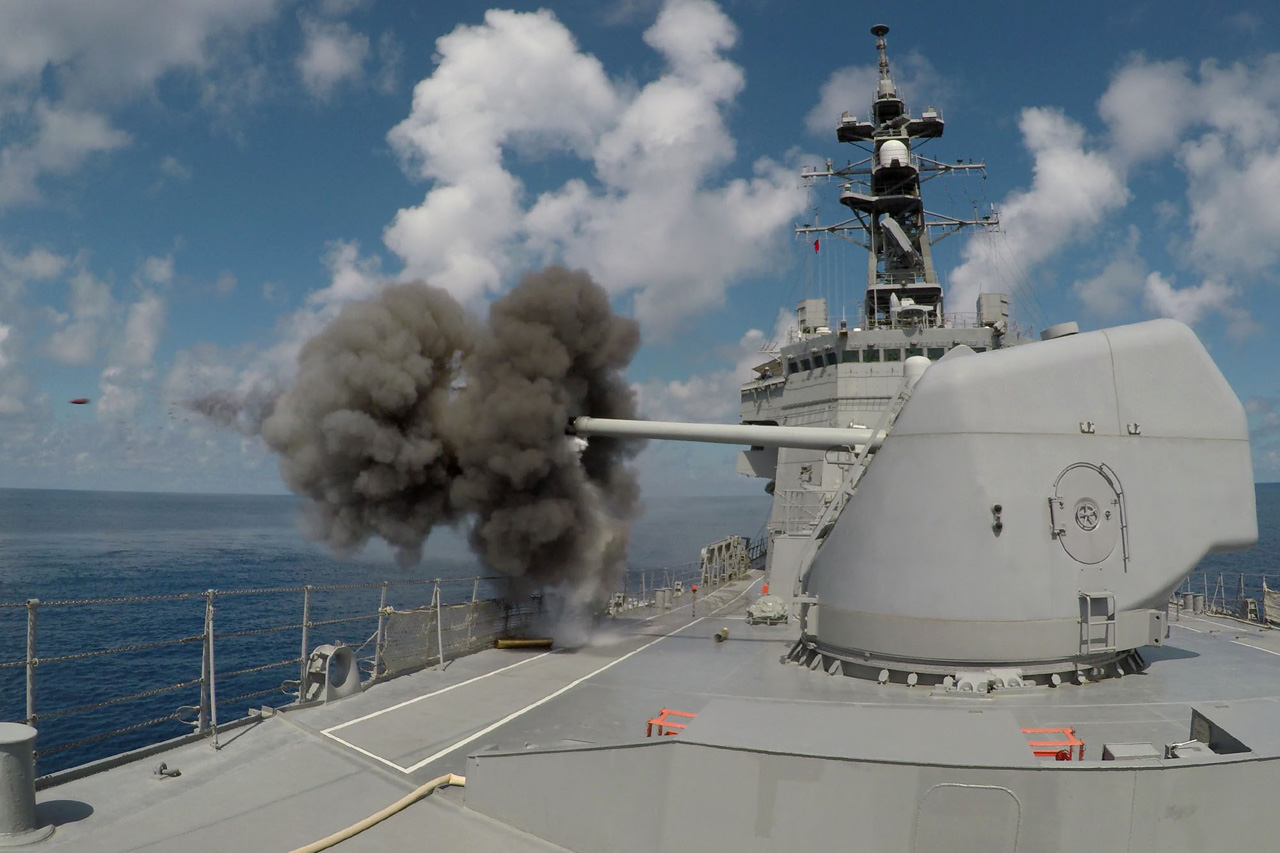
54口径127ミリ速射砲
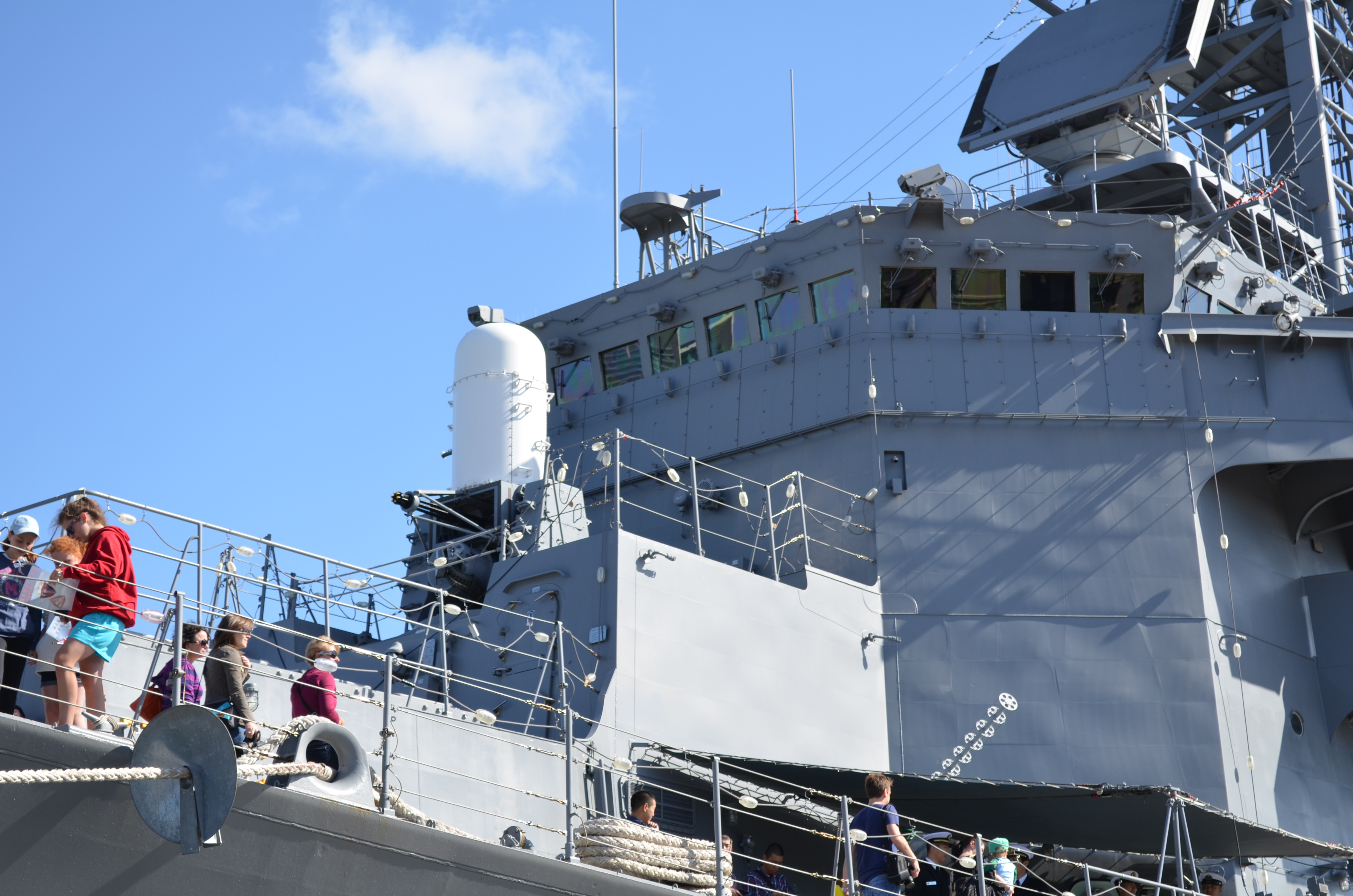
高性能20mm機関砲
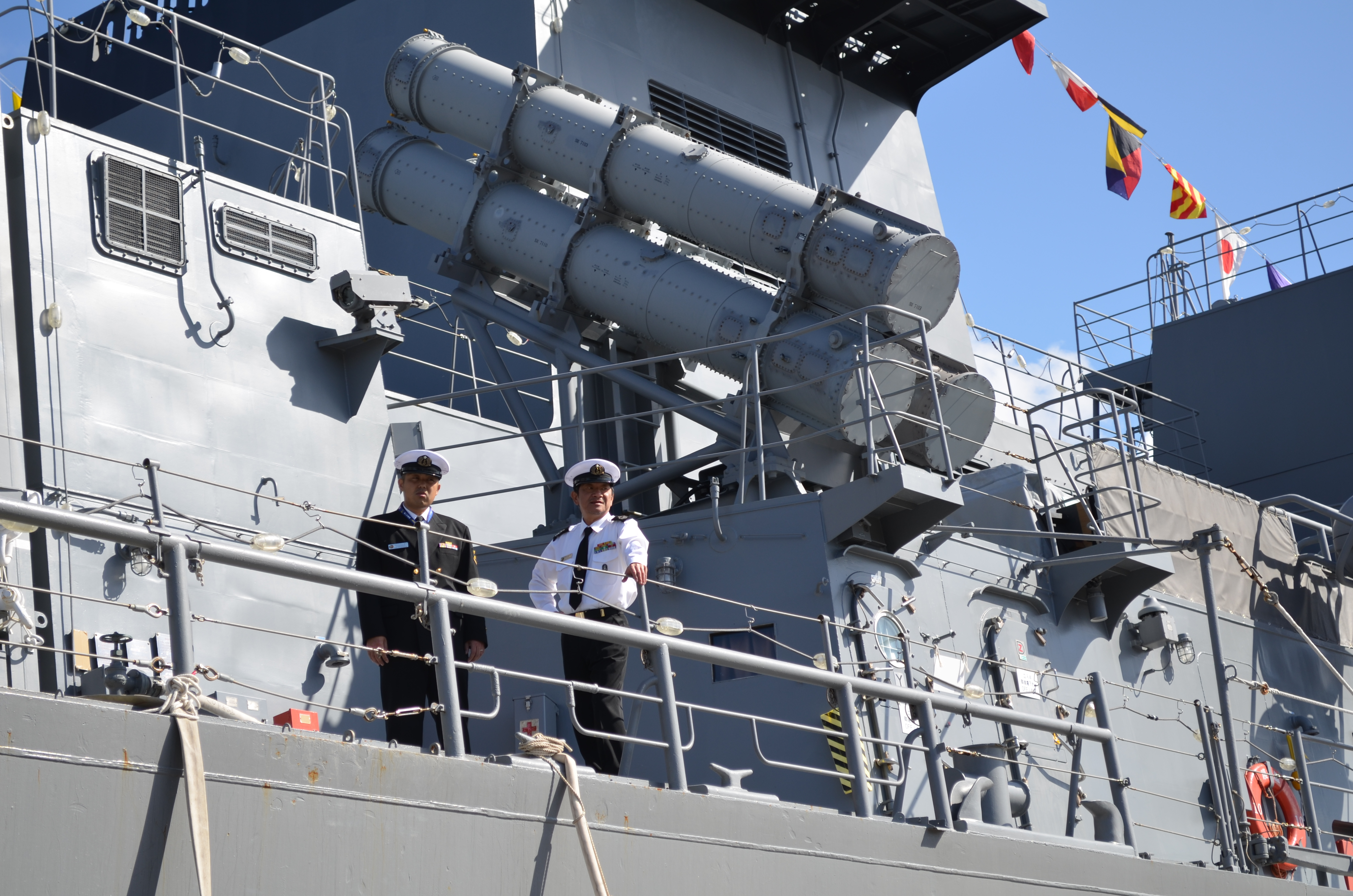
90式艦対艦誘導弾 発射筒

### 航空機

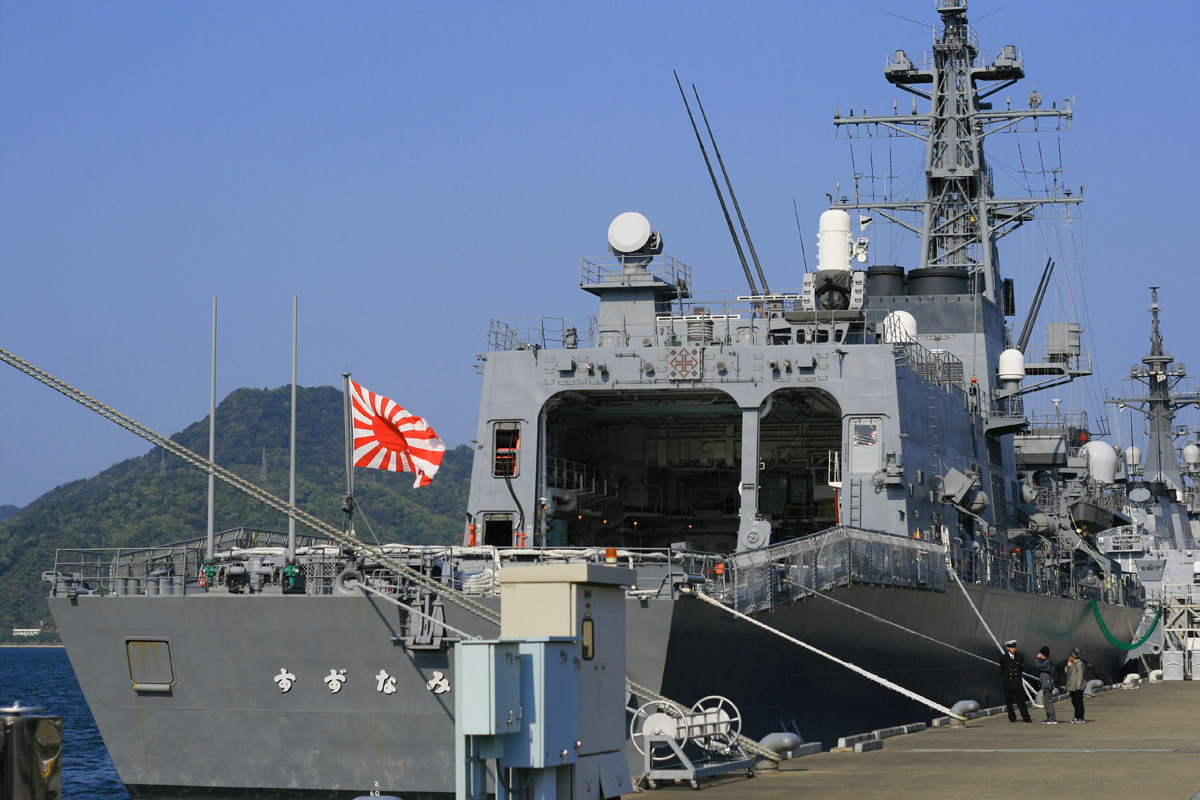
ヘリコプター格納庫

海上自衛隊の全ての汎用護衛艦は、ヘリコプター格納庫を装備し、哨戒ヘリコプターを1機運用している。58DDでは応急的に2機を収容できるように格納庫を拡張したものの、当初設計では考慮されていなかった措置であったために無理があり、実際に2機搭載が行われた実例はないとされている。これを踏まえて、続く03DDでは当初からSH-60ヘリコプター2機の収容を前提とした設計が行われることになった。RAST発着艦支援装置の機体移送軌条は1条しかないため、運用には若干の困難が伴うものの、自衛隊インド洋派遣やソマリア沖海賊の対策部隊派遣の際には、実際に2機搭載での運用が実施されている。
本型では更に、発着艦支援装置の機体移送軌条を2条としたE-RAST（Expandable RAST）に換装することで、汎用護衛艦として初めて、ヘリコプター2機を十分運用させるだけの能力が付与された。ただし、移送用のシャトル（RSD）は1基しか装備されていないほか、ヘリコプター運用定数はこれまでと同じように1機である。また格納庫は、現在使用されている哨戒ヘリコプターSH-60Jよりもやや大型のSH-60Kの運用を前提として開発されたため、むらさめ型より奥行きが拡大されている。またSH-60Kには空対艦ミサイル（ヘルファイア）の搭載能力が付与されているため、弾薬庫もこれにあわせて改設計された。これは、ヘリコプター搭乗員待機室とともに、むらさめ型でシースパロー対空ミサイル用Mk.48 VLSが装備されていた場所に設けられており、よりヘリコプター格納庫に近い合理的な配置となった。

## 比較表
|          |            | あさひ型                                           | あきづき型                                         | たかなみ型                                         | むらさめ型                                        | あさぎり型                                        | はつゆき型                                        |
| -------- | ---------- | -------------------------------------------------- | -------------------------------------------------- | -------------------------------------------------- | ------------------------------------------------- | ------------------------------------------------- | ------------------------------------------------- |
| 世代     | 世代       | 第2世代                                            | 第2世代                                            | 第2世代                                            | 第2世代                                           | 第1世代                                           | 第1世代                                           |
| 船体     | 基準排水量 | 5,100 t                                            | 5,050 t                                            | 4,650 t                                            | 4,550 t                                           | 3,500 t                                           | 2,950 t                                           |
| 船体     | 満載排水量 | 6,800 t                                            | 6,800 t                                            | 6,300 t                                            | 6,100 t                                           | 4,900 t                                           | 4,000 t                                           |
| 船体     | 全長       | 151 m                                              | 150.5 m                                            | 151 m                                              | 151 m                                             | 137 m                                             | 130 m                                             |
| 船体     | 全幅       | 18.3 m                                             | 18.3 m                                             | 17.4 m                                             | 17.4 m                                            | 14.6 m                                            | 13.6 m                                            |
| 機関     | 方式       | COGLAG                                             | COGAG                                              | COGAG                                              | COGAG                                             | COGAG                                             | COGOG                                             |
| 機関     | 出力       | 62,500 ps                                          | 64,000 ps                                          | 60,000 ps                                          | 60,000 ps                                         | 54,000 ps                                         | 45,000 ps                                         |
| 機関     | 速力       | 30 kt                                              | 30 kt                                              | 30 kt                                              | 30 kt                                             | 30 kt                                             | 30 kt                                             |
| 兵装     | 砲熕       | 62口径5インチ砲×1基                                | 62口径5インチ砲×1基                                | 54口径127mm砲×1基                                  | 62口径76mm砲×1基                                  | 62口径76mm砲×1基                                  | 62口径76mm砲×1基                                  |
| 兵装     | 砲熕       | 高性能20mm機関砲×2基                               |                                                    |                                                    |                                                   |                                                   |                                                   |
| 兵装     | ミサイル   | Mk.41 VLS×32セル (ESSM / シースパロー, 07式 / VLA) | Mk.41 VLS×32セル (ESSM / シースパロー, 07式 / VLA) | Mk.41 VLS×32セル (ESSM / シースパロー, 07式 / VLA) | Mk.48 VLS×16セル (ESSM)                           | GMLS-3 / Mk.29 8連装発射機×1基 (シースパロー)     | GMLS-3 / Mk.29 8連装発射機×1基 (シースパロー)     |
| 兵装     | ミサイル   | Mk.41 VLS×32セル (ESSM / シースパロー, 07式 / VLA) | Mk.41 VLS×32セル (ESSM / シースパロー, 07式 / VLA) | Mk.41 VLS×32セル (ESSM / シースパロー, 07式 / VLA) | Mk.41 VLS×16セル (VLA)                            | 74式8連装発射機×1基 (アスロック)                  | 74式8連装発射機×1基 (アスロック)                  |
| 兵装     | ミサイル   | 90式4連装発射筒×2基                                | 90式4連装発射筒×2基                                | 90式4連装発射筒×2基                                | 90式4連装発射筒×2基                               | ハープーン4連装発射筒×2基                         | ハープーン4連装発射筒×2基                         |
| 兵装     | 水雷       | 3連装短魚雷発射管×2基 (12式 / 97式 / Mk46 / 73式)  | 3連装短魚雷発射管×2基 (12式 / 97式 / Mk46 / 73式)  | 3連装短魚雷発射管×2基 (12式 / 97式 / Mk46 / 73式)  | 3連装短魚雷発射管×2基 (12式 / 97式 / Mk46 / 73式) | 3連装短魚雷発射管×2基 (12式 / 97式 / Mk46 / 73式) | 3連装短魚雷発射管×2基 (12式 / 97式 / Mk46 / 73式) |
| 艦載機   | 艦載機     | SH-60K×1機                                         | SH-60J / K×1機                                     | SH-60J / K×1機                                     | SH-60J / K×1機                                    | SH-60J / K / HSS-2B×1機                           | SH-60J / HSS-2B×1機                               |
| 同型艦数 | 同型艦数   | 2隻                                                | 4隻                                                | 5隻                                                | 9隻                                               | 8隻                                               | 12隻（退役）                                      |

## 同型艦

### 一覧表
| 艦番号 | 艦名     | 建造                                           | 起工                        | 進水                        | 竣工                        | 所属                                |
| ------ | -------- | ---------------------------------------------- | --------------------------- | --------------------------- | --------------------------- | ----------------------------------- |
| DD-110 | たかなみ | アイ・エイチ・アイ マリンユナイテッド 浦賀工場 | 2000年 （平成12年） 4月25日 | 2001年 （平成13年） 7月26日 | 2003年 （平成15年） 3月12日 | 第2護衛隊群第6護衛隊 （横須賀基地） |
| DD-111 | おおなみ | 三菱重工業 長崎造船所                          | 2000年 （平成12年） 5月17日 | 2001年 （平成13年） 9月20日 | 2003年 （平成15年） 3月13日 | 第2護衛隊群第6護衛隊 （横須賀基地） |
| DD-112 | まきなみ | アイ・エイチ・アイ マリンユナイテッド 横浜工場 | 2001年 （平成13年） 7月17日 | 2002年 （平成14年） 8月8日  | 2004年 （平成16年） 3月18日 | 第3護衛隊群第7護衛隊 （大湊基地）   |
| DD-113 | さざなみ | 三菱重工業 長崎造船所                          | 2002年 （平成14年） 4月3日  | 2003年 （平成15年） 8月29日 | 2005年 （平成17年） 2月16日 | 第4護衛隊群第4護衛隊 （呉基地）     |
| DD-114 | すずなみ | アイ・エイチ・アイ マリンユナイテッド 横浜工場 | 2003年 （平成15年） 9月24日 | 2004年 （平成16年） 8月26日 | 2006年 （平成18年） 2月16日 | 第3護衛隊群第7護衛隊 （大湊基地）   |

### 運用史
当初は、本型を11隻建造して、むらさめ型（03DD）とあわせて20隻とすることで8艦8機体制の4個護衛隊群の所要を充足したのちに、本型で搭載できなかった新装備（FCS-3やOQS-XXなど）を搭載した第3世代DDを改めて建造することも検討された。しかし最終的には、本型の建造は平成13年度までの5隻で打ち切られ、DDH・DDGの更新を挟んで、平成19年度からは、本型をもとにこれらの新装備を盛り込むとともに主機関などを改正したあきづき型に移行することになった。
「たかなみ」から「まきなみ」までの艦名は、あやなみ型の同番号の艦と同一となっている。
2023年からの防衛力整備計画初年度の令和5年度政府予算案では、本型とむらさめ型護衛艦の計14隻の対潜能力をあさひ型護衛艦と同等に近代化改修する予算が計上された。

#### 事故
- DD-110「たかなみ」は、就役後1年余りの2004年6月6日、訓練検閲を受けるため千葉県館山市沖合いにて、大規模被害対処訓練を実施中、注排水バルブの操作ミスにより船体内に浸水。弾庫やVLS（垂直発射機）などの区画が水に浸かった。死傷者は出なかったものの、浸水した区画の関連機材の多くは使用不能となった。
- DD-111「おおなみ」は、就役後1年余りの2004年6月ごろ、マストが折れ曲がるという事故が発生した。

## 登場作品

### 映画・テレビドラマ
『永遠の0』
空母「赤城」のCG素材として、航行する「たかなみ」を空撮した映像が、フェリーさんふらわあ所属船を同様に撮影した映像とともに使用されている。
『キャプテン・アメリカ:ブレイブ・ニュー・ワールド』
同型艦が多数登場。いずも型護衛艦「かが」とともに艦隊を組んで出撃する。
『シン・ゴジラ』
「たかなみ」と「おおなみ」が登場。相模湾などの太平洋上でゴジラの捜索を行う。
『夢で逢いましょう』
「すずなみ」が登場。建造中の姿が映されている。

### 漫画
『まりかセヴン』
第6話に架空艦「たかみな」が登場。
『空母いぶきGREAT GAME』
「まきなみ」が旗艦となり「すずなみ」ほか第3護衛隊群（といいつつも来たのは実際の第7護衛隊に所属する4艦のみ）が宗谷侵攻に対処し大湊に入港する第5護衛隊群と交代で宗谷沖の監視を行う。

### 小説
『中国軍壊滅大作戦』
「まきなみ」が登場。コンテナ船団を攻撃した統一朝鮮海軍の214型潜水艦を搭載機のSH-60Kで撃沈している。
『時空連合自衛隊』（文庫名：『超時空自衛隊』）
「すずなみ」を中心に3隻登場。日本に侵攻してきた中国海軍を迎撃する。
『超空自衛隊』
「さざなみ」が登場。災害派遣でオーストラリアに向かっていた、おおすみ型輸送艦「おおすみ」を護衛していた最中、「おおすみ」とともに第二次世界大戦時へタイムスリップしてしまい、「おおすみ」とともに日本海軍と連携しながら、ミサイルや各種レーダー、艦載機の哨戒ヘリなどの近代兵器を駆使し、旧アメリカ軍と戦闘を繰り広げる。
『新編 日本中国戦争』
「たかなみ」と「おおなみ」が登場。沖縄海戦で「たかなみ」が中国海軍の艦対艦ミサイルに被弾して大破・沈没する。
『日本国召喚』
「たかなみ」が登場。第3巻でパーパルディア皇国皇軍の戦列艦を主砲で多数撃破するほか、パーパルディア皇国海軍本部に3発の90式艦対艦誘導弾を発射してこれを爆砕する。第5巻では通商破壊の前段階として日本近海に派遣されたグラ・バルカス帝国海軍のシータス級潜水艦「ミラ」と交戦し、「ミラ」による魚雷攻撃を回避した後に短魚雷による反撃を行い撃沈する。
『漂流自衛隊』
第1・第2・第5巻に「たかなみ」「おおなみ」が登場。第1護衛隊群に所属する他艦とともに第二次世界大戦時へタイムスリップしてしまい、他艦とともに日本海軍と連携しながら、旧アメリカ海軍の空母機動部隊と戦闘を繰り広げる

### その他
『タモリ倶楽部』
「潜入!護衛艦たかなみベスト20」に「たかなみ」が登場（2010年9月3日・10日）。各種装備や「たかなみ」特製カレーなどが紹介されている。